# 郭斌和
郭斌和（1900年6月20日—1987年9月14日），字洽周。语言文学家。江苏江阴人。
Every word, a scholar
```
Every step, a gentleman
 -- 梁士纯在郭斌和八十寿辰作赠对联
```

## 生平
早年就读于梁丰学校、南菁中学。1917年考入南京高等师范学校（國立中央大學）英语系。1919年转入香港大学，专攻中西文学。1922年毕业，获文学士学位。1922年任教于香港育才中学。由于在港大期间学业优异，深得沃姆（G. N. Orme）教授的赏识，每日上午在育才中学教课，下午由沃姆亲自开车接至沃姆家中专授希腊文和拉丁文。1924年任教于南京第一中学。1924年8月任教于沈阳中国东北大学。1927年赴美国哈佛大学研究院深造，师从白璧德（Irving Babbitt）深研西洋文学，获硕士学位。1930年前往英国牛津大学研究院进修。1930年12月回国在东北大学继续任教。1931年九一八事变爆发，离开沈阳到山东大学任教。1932年任国立清华大学外文系教授。1933年回母校国立中央大学任外文系教授。1937年8月抗战爆发，任国立浙江大学教授，直到1946年。历任中文系系主任、外文系系主任、师范学院国文系系主任、文学院代理院长、训导长、代理校长等职。1946年，再回中央大学任外文系教授，经中央大学易名南京大学，直至1986年12月退休。1949年，大陆时局动荡，香港大学想请他回母校任教，月薪一千港元，并有依山傍海的小别墅作为寓所，托其好友写信劝他速带家眷来港，信中还附寄别墅钥匙，他以宁愿留在大陆也不为亡国奴的心情，婉言谢绝。在南大（中大）外文系，曾开设欧洲文学史、文学欣赏、词源学、文学批评、莎士比亚与希腊拉丁文学、英美文学与希腊拉丁文学、精读、作文、翻译等课程。

## 书目
- 《斌和文存》
- 《柏拉图五大对话集》 郭斌和 景昌极 合译 吴宓校  国立编译馆出版（曾连载于《学衡》
- 《英语常用短语词典》 郭斌和 沈同洽 梁士纯 合编 商务印书馆出版

## 链接
- 《理想国》 [古希腊] 柏拉图 著   郭斌和 张竹明 译